# 8. politbyro ústředního výboru Komunistické strany Číny
8. politbyro Ústředního výboru Komunistické strany Číny (čínsky v českém přepisu Čung-kuo Kung-čchan-tang ti-pa-ťie Čung-jang Čeng-č’-ťü, pchin-jinem Zhōngguó Gòngchǎndǎng dìbājiè Zhōngyāng Zhèngzhìjú, znaky 中国共产党第八届中央政治局) bylo v letech 1956–1969 skupinou cca dvou desítek členů ústředního výboru Komunistické strany Číny, která tvořila užší vedení Komunistické strany Číny. Šest, později až jedenáct, nejvýznamnějších členů politbyra tvořilo nejužší vedení, takzvaný stálý výbor politbyra.
Osmé politbyro bylo zvoleno 28. září 1956 na prvním zasedání 8. ústředního výboru zvoleného na závěr VIII. sjezdu KS Číny. Mělo 17 členů: šest členů stálého výboru – Mao Ce-tung (předseda ÚV), Liou Šao-čchi, Čou En-laj, Ču Te, Čchen Jün (všichni čtyři místopředsedové ÚV) a Teng Siao-pching (generální tajemník sekretariátu); jedenáct dalších členů – Lin Piao, Lin Po-čchü, Tung Pi-wu, Pcheng Čen, Luo Žung-chuan, Čchen I, Li Fu-čchun, Pcheng Te-chuaj, Liou Po-čcheng, Che Lung a Li Sien-nien; a šest kandidátů – Ulanfu, Čang Wen-tchien, Lu Ting-i, Čchen Po-ta, Kchang Šeng a Po I-po.
V průběhu funkčního období politbyra proběhlo několik změn jeho složení, roku 1966 i velmi výrazných. Nejdříve v květnu 1958 byli Kche Čching-š’, Li Ťing-čchüan a Tchan Čen-lin zvoleni členy politbyra a Lin Piao se stal místopředsedou ÚV a členem stálého výboru politbyra; v srpnu 1959 byli odvoláni Pcheng Te-chuaj a Čang Wen-tchien; v květnu 1960 zemřel Lin Po-čchü, v prosinci 1963 Luo Žung-chuan a v dubnu 1965 Kche Čching-š’. Po delším období stability v důsledku tlaku stoupenců kulturní revoluce v květnu 1966 přišli o politické funkce Pcheng Čen a Lu Ting-i a v srpnu 1966 došlo na 11. zasedání ústředního výboru k radikální obměně politbyra. Po srpnu 1966 se skládalo z jedenáctičlenného stálého výboru – Mao Ce-tung (předseda ÚV), Lin Piao (místopředseda ÚV), Čou En-laj, Tchao Ču, Čchen Po-ta, Teng Siao-pching, Kchang Šeng, Liou Šao-čchi, Ču Te, Li Fu-čchun a Čchen Jün a deseti dalších členů – Tung Pi-wu, Čchen I, Liou Po-čcheng, Che Lung, Li Sien-nien, Li Ťing-čchüan, Tchan Čen-lin, Sü Siang-čchien, Nie Žung-čen a Jie Ťien-jing, plus pěti kandidátů – Ulanfu, Po I-po, Li Süe-feng, Sung Žen-čchiung a Sie Fu-č’.
I poté radikálové útočili na řadu členů politbyra, ještě roku 1966 tak byl z politiky vyřazen Ulanfu, v lednu 1967 i Liou Šao-čchi (v říjnu 1968 vyloučený ze strany), Teng Siao-pching, Che Lung, Li Ťing-čchüan a Po I-po, v srpnu 1967 Tchan Čen-lin.

## Složení politbyra
Jako úřad je uvedeno zaměstnání a funkce vykonávané v době členství v politbyru.
VSLZ a ČLPPS jsou Všečínské shromáždění lidových zástupců a Čínské lidové politické poradní shromáždění. 
| Minulé období                                                          | Jméno (Český přepis Znaky)                                                   | Rok narození                                  | Úřady a funkce | Úřady a funkce | Úřady a funkce | Další období                                  |
| Minulé období                                                          | Jméno (Český přepis Znaky)                                                   | Rok narození                                  | stranické | státní a jiné | vojenské | Další období                                  |
| Členové stálého výboru politbyra od září 1956                          | Členové stálého výboru politbyra od září 1956                                | Členové stálého výboru politbyra od září 1956 | Členové stálého výboru politbyra od září 1956                                                                         | Členové stálého výboru politbyra od září 1956 | Členové stálého výboru politbyra od září 1956 | Členové stálého výboru politbyra od září 1956 |
| ---------------------------------------------------------------------- | ---------------------------------------------------------------------------- | --------------------------------------------- | --- | --- | --- | --------------------------------------------- |
| 3., 5., 6., 7.                                                         | Mao Ce-tung 毛泽东                                                           | 1893                                          | předseda ÚV | předseda ČLR (do dubna 1959) | předseda Ústřední vojenské komise KS Číny, předseda Státního výboru obrany (do dubna 1959) | 9., 10.                                       |
| 6., 7.                                                                 | Liou Šao-čchi 刘少奇 (vyřazen v lednu 1967, vyloučen ze strany v říjnu 1968) | 1898                                          | místopředseda ÚV (do srpna 1966)                                                                                      | předseda Stálého výboru VSLZ (do dubna 1959), předseda ČLR (duben 1959 – říjen 1968)                                                                                  | předseda Státního výboru obrany (duben 1959 – říjen 1968) | –                                             |
| 5., 6., 7.                                                             | Čou En-laj 周恩来                                                            | 1898                                          | místopředseda ÚV (do srpna 1966)                                                                                      | předseda Státní rady, předseda celostátního výboru ČLPPS ministr zahraničí (do února 1958)                                                                            | | 9., 10.                                       |
| 6., 7.                                                                 | Ču Te 朱德                                                                   | 1886                                          | místopředseda ÚV (do srpna 1966)                                                                                      | místopředseda ČLR (do dubna 1959), předseda Stálého výboru VSLZ (od dubna 1959)                                                                                       | maršál, člen Ústřední vojenské komise KS Číny, místopředseda Státního výboru obrany (do dubna 1959), člen stálého výboru Ústřední vojenské komise KS Číny (od září 1959)                                     | 9., 10.                                       |
| 6., 7.                                                                 | Čchen Jün 陈云                                                               | 1905                                          | místopředseda ÚV (do srpna 1966)                                                                                      | místopředseda Státní rady | | 11., 12.                                      |
| 7.                                                                     | Teng Siao-pching 邓小平 (vyřazen v lednu 1967)                               | 1904                                          | generální tajemník sekretariátu, vedoucí organizačního oddělení ÚV (do listopadu 1956)                                | místopředseda Státní rady | člen Ústřední vojenské komise KS Číny člen stálého výboru Ústřední vojenské komise KS Číny (od září 1959) místopředseda Státního výboru obrany                                                               | 10., 11., 12.                                 |
| Člen politbyra od září 1956, člen stálého výboru od května 1958        |                                                                              |                                               | | | |                                               |
| 7.                                                                     | Lin Piao 林彪                                                                | 1907                                          | místopředseda ÚV (od května 1958)                                                                                     | místopředseda Státní rady | maršál, člen Ústřední vojenské komise KS Číny, místopředseda Státního výboru obrany, výkonný místopředseda Ústřední vojenské komise KS Číny (od září 1959), ministr obrany (od září 1959)                    | 9.                                            |
| Člen politbyra od září 1956, člen stálého výboru od srpna 1966         |                                                                              |                                               | | | |                                               |
| –                                                                      | Li Fu-čchun 李富春                                                           | 1900                                          | tajemník ÚV (od května 1958)                                                                                          | místopředseda Státní rady, předseda Státní plánovací komise ČLR | | –                                             |
| Kandidáti politbyra od září 1956, členové stálého výboru od srpna 1966 |                                                                              |                                               | | | |                                               |
| –                                                                      | Čchen Po-ta 陈伯达                                                           | 1904                                          | předseda skupiny pro kulturní revoluci (od května 1966)                                                               | | | 9.                                            |
| 6., 7.                                                                 | Kchang Šeng 康生                                                             | 1898                                          | tajemník ÚV (od září 1962)                                                                                            | | | 9., 10.                                       |
| Člen politbyra a stálého výboru od srpna 1966                          |                                                                              |                                               | | | |                                               |
| –                                                                      | Tchao Ču 陶铸 (vyřazen v lednu 1967)                                         | 1908                                          | tajemník ÚV (květen 1966 – leden 1967), vedoucí oddělení propagandy ÚV (květen 1966 – leden 1967)                     | místopředseda Státní rady (leden 1965 – leden 1967) | | –                                             |
| Členové politbyra od září 1956                                         |                                                                              |                                               | | | |                                               |
| 7.                                                                     | Lin Po-čchü 林伯渠 (zemřel v květnu 1960)                                    | 1886                                          | | místopředseda Stálého výboru VSLZ (od září 1954), | | –                                             |
| 7.                                                                     | Tung Pi-wu 董必武                                                            | 1886                                          | tajemník Ústřední kontrolní komise (do dubna 1968)                                                                    | předseda Nejvyššího lidového soudu (do dubna 1959), místopředseda celostátního výboru ČLPPS (do dubna 1959), místopředseda ČLR (od dubna 1959)                        | | 9., 10.                                       |
| 7.                                                                     | Pcheng Čen 彭真                                                              | 1902                                          | tajemník ÚV (do května 1966), první tajemník pekingského městského výboru (do května 1966)                            | starosta Pekingu (do května 1966), místopředseda Stálého výboru VSLZ, generální sekretář Stálého výboru VSLZ (do ledna 1965), místopředseda celostátního výboru ČLPPS | | 11., 12.                                      |
| –                                                                      | Luo Žung-chuan 罗荣桓 (zemřel v prosinci 1963)                               | 1902                                          | | místopředseda Stálého výboru VSLZ | maršál, člen Ústřední vojenské komise KS Číny člen stálého výboru Ústřední vojenské komise KS Číny (od září 1959), místopředseda Státního výboru obrany                                                      | –                                             |
| –                                                                      | Čchen I 陈毅                                                                 | 1901                                          | | místopředseda Státní rady, starosta Šanghaje (do listopadu 1958), ministr zahraničí (od února 1958)                                                                   | maršál, místopředseda Státního výboru obrany | –                                             |
| 6., 7.                                                                 | Pcheng Te-chuaj 彭德怀 (vyřazen od srpna 1959)                               | 1898                                          | | místopředseda Státní rady (do ledna 1965) | maršál, člen Ústřední vojenské komise KS Číny (do září 1959), ministr obrany (do srpna 1959), místopředseda Státního výboru obrany (do ledna 1965)                                                           | –                                             |
| –                                                                      | Liou Po-čcheng 刘伯承                                                        | 1892                                          | | místopředseda Stálého výboru VSLZ (od dubna 1959) | maršál, člen Ústřední vojenské komise KS Číny člen stálého výboru Ústřední vojenské komise KS Číny (od září 1959), místopředseda Státního výboru obrany, náčelník Vojenské akademie ČLOA (do listopadu 1957) | 9., 10., 11.                                  |
| –                                                                      | Che Lung 贺龙 (vyřazen od ledna 1967)                                        | 1896                                          | | místopředseda Státní rady, předseda Státního výboru pro sport (do ledna 1967)                                                                                         | maršál, člen Ústřední vojenské komise KS Číny, místopředseda Ústřední vojenské komise KS Číny (září 1959 – leden 1967), místopředseda Státního výboru obrany                                                 | –                                             |
| –                                                                      | Li Sien-nien 李先念                                                          | 1909                                          | | místopředseda Státní rady, ministr financí | | 9., 10., 11., 12.                             |
| Kandidáti politbyra od září 1956                                       |                                                                              |                                               | | | |                                               |
| –                                                                      | Ulanfu (do 1966)                                                             | 1907                                          | první tajemník oblastního výboru Vnitřního Mongolska (do 1966)                                                        | místopředseda Státní rady, předseda Státního výboru pro národnostní menšiny, předseda vlády Vnitřního Mongolska (do 1966)                                             | generálplukovník | 11., 12.                                      |
| 6., 7.                                                                 | Čang Wen-tchien 张闻天 (vyřazen od srpna 1959)                               | 1900                                          | | první náměstek ministra zahraničí (do listopadu 1960) | | –                                             |
| –                                                                      | Lu Ting-i 陆定一 (vyřazen v květnu 1966)                                     | 1906                                          | vedoucí oddělení propagandy ÚV (do května 1966), tajemník ÚV (září 1962 – srpen 1966)                                 | místopředseda Státní rady (od dubna 1959), ministr kultury (leden 1965 – červen 1966)                                                                                 | | –                                             |
| –                                                                      | Po I-po 薄一波 (vyřazen v lednu 1967)                                        | 1908                                          | | místopředseda Státní rady (od listopadu 1956), předseda Státního ekonomického výboru, místopředseda Státní plánovací komise (od 1963)                                 | | –                                             |
| Členové politbyra od května 1958                                       |                                                                              |                                               | | | |                                               |
| –                                                                      | Kche Čching-š’ 柯庆施 (zemřel v dubnu 1965)                                  | 1902                                          | první tajemník šanghajského městského výboru, první tajemník východního byra ÚV (od listopadu 1960)                   | starosta Šanghaje (od listopadu 1958) | | –                                             |
| –                                                                      | Li Ťing-čchüan 李井泉 (vyřazen v lednu 1967)                                 | 1909                                          | první tajemník s’čchuanského provinčního výboru (do února 1965), první tajemník jihozápadního byra ÚV (od října 1960) | místopředseda Stálého výboru VSLZ (od ledna 1965) | | –                                             |
| –                                                                      | Tchan Čen-lin 谭震林 (vyřazen v srpnu 1967)                                  | 1902                                          | tajemník ÚV | místopředseda Státní rady (od dubna 1959) | | –                                             |
| Členové politbyra od srpna 1966                                        |                                                                              |                                               | | | |                                               |
| –                                                                      | Sü Siang-čchien 徐向前                                                       | 1901                                          | | místopředseda Stálého výboru VSLZ | maršál, místopředseda Ústřední vojenské komise KS Číny, místopředseda Státního výboru obrany | 11., 12.                                      |
| –                                                                      | Nie Žung-čen 聂荣臻                                                          | 1899                                          | | místopředseda Státní rady, předseda Státního výboru pro vědu a techniku                                                                                               | maršál, místopředseda Ústřední vojenské komise KS Číny, místopředseda Státního výboru obrany | 11., 12.                                      |
| –                                                                      | Jie Ťien-jing 叶剑英                                                         | 1897                                          | tajemník ÚV (od května 1966)                                                                                          | místopředseda celostátního výboru ČLPPS | maršál, místopředseda Ústřední vojenské komise KS Číny, místopředseda Státního výboru obrany, náčelník Akademie vojenských věd,                                                                              | 9., 10., 11., 12.                             |
| Kandidáti politbyra od srpna 1966                                      |                                                                              |                                               | | | |                                               |
| –                                                                      | Li Süe-feng 李雪峰                                                           | 1907                                          | první tajemník pekingského městského výboru (květen 1966 – duben 1967)                                                | místopředseda Stálého výboru VSLZ (od ledna 1965), předseda chepejského revolučního výboru (od února 1968)                                                            | politický komisař Pekingského vojenského okruhu (do 1967) | 9.                                            |
| –                                                                      | Sie Fu-č’ 谢富治                                                             | 1909                                          | tajemník ÚV (od srpna 1966)                                                                                           | ministr veřejné bezpečnosti, místopředseda Státní rady (od ledna 1965), předseda pekingského revolučního výboru (od dubna 1967)                                       | generálplukovník, člen stálého výboru Ústřední vojenské komise KS Číny (od března 1967) | 9.                                            |
| –                                                                      | Sung Žen-čchiung 宋任穷                                                      | 1909                                          | | místopředseda celostátního výboru ČLPPS | generálplukovník, politický komisař šenjangského vojenského okruhu (do června 1968) | 12.                                           |